# Michèle Morgan
Michèle Morgan (geboren: Simone Roussel) (Neuilly-sur-Seine, 29 februari 1920 – Meudon, 20 december 2016) was een Frans actrice, die zowel in bioscoopfilms als op televisie actief was tussen 1935 en 1999.

## Carrière
Morgan ging op 15-jarige leeftijd uit huis en vertrok naar Parijs, vastbesloten als ze was om actrice te worden. Ze kreeg acteerles van René Simon, ondertussen werkte ze al bij de film om haar studie te bekostigen. Ze werd ontdekt door de regisseur Marc Allégret, die haar in 1937 een belangrijke rol in de film Gribrouille gaf, haar tegenspeler was de grote Franse acteur Raimu. In 1938 volgde de film Le Quai des brumes van Marcel Carné, haar tegenspeler was hier Jean Gabin, en vervolgens in 1941 de film Remorques. Met deze twee films vestigde zij haar naam als een van de belangrijkste Franse actrices van die tijd.
In 1940, vanwege de Duitse invasie in Frankrijk, vertrok zij naar de Verenigde Staten, waar zij in Hollywood onder andere door Universal gecontracteerd werd. In 1943 werd zij genaturaliseerd tot Amerikaans staatsburger, desondanks trok zij in 1946 toch weer terug naar Frankrijk en pakte haar Franse filmcarrière weer op met de film La symphonie pastorale van Jean Delannoy, welke haar voor de rol van "Gertrude" bij het Filmfestival van Cannes de prijs voor beste actrice opleverde. Dit was tevens de eerste maal dat deze prijs werd uitgereikt. Morgan bleef tot in de jaren 70 voor de film werken, later legde ze zich meer toe op televisiefilms en miniseries.
Voor haar bijdragen aan de filmindustrie kreeg ze een ster op de Hollywood Walk of Fame (1645 Vine Street). In 1969 werd ze door de Franse overheid onderscheiden met een benoeming in het Legioen van Eer. Voor haar lange staat van dienst voor de Franse filmindustrie ontving zij in 1992 de César.
In 1977 publiceerde zij haar autobiografie getiteld: Avec ces yeux-là in 1977. Hiermee doelde zij op de bijnaam die zij gekregen had: "De mooiste ogen van de cinema". Jean Gabin had tegen haar gezegd in de film "Le Quai des Brumes" : "T'as des beaux yeux, tu sais" (Je hebt mooie ogen, weet je).

## Privéleven
In 1942 trouwde zij met Bill Marshall, van wie zij een zoon kreeg, Mike Marshall, die ook in meerdere films meespeelde. Na de scheiding van Marshall trouwde zij in 1949 met de Franse toneelspeler Henri Vidal, Na zijn plotselinge dood in 1959, hij werd op 40-jarige leeftijd getroffen door een hartaanval, werd toneelspeler en -regisseur Gérard Oury tot zijn dood in 2006 haar derde levenspartner.
Zij werd 96 jaar oud.

## Filmografie (selectie)

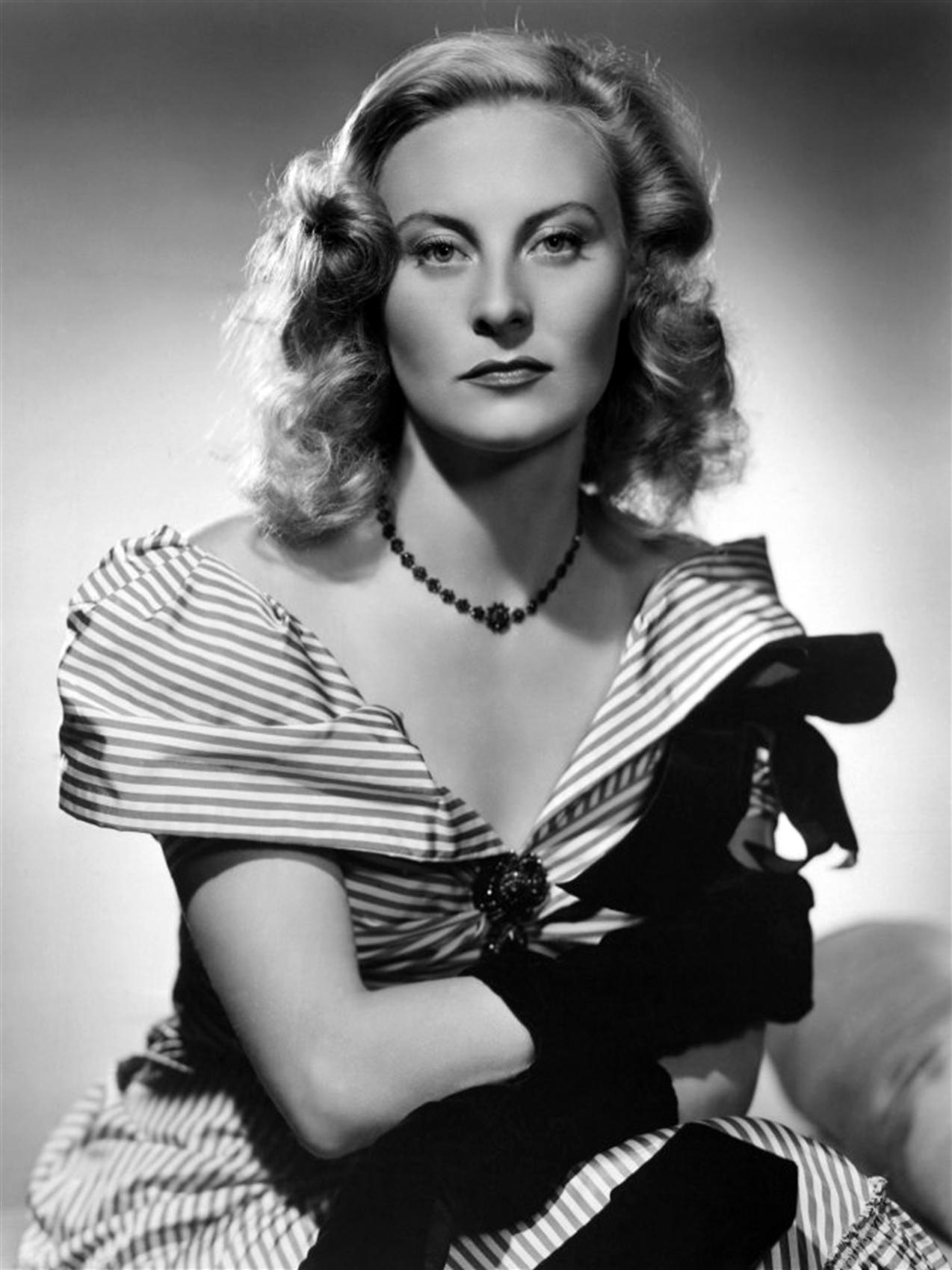
Morgan in The Chase

- 1936 - La Vie parisienne (Robert Siodmak)
- 1937 - Gribouille (Marc Allégret) met Raimu
- 1938 - Le Récif de corail (Maurice Gleize) met Jean Gabin
- 1938 - Orage (Marc Allégret) met Charles Boyer
- 1938 - Le Quai des brumes (Marcel Carné) met Jean Gabin en Michel Simon
- 1939 - La Loi du nord (Jacques Feyder) met Charles Vanel
- 1940 - L'Entraîneuse (Albert Valentin)
- 1940 - Les Musiciens du ciel (Georges Lacombe) met Michel Simon
- 1941 - Remorques (Jean Grémillon) met Jean Gabin
- 1942 - Joan of Paris (Robert Stevenson) met Paul Henreid
- 1943 - Two Tickets to London (Edwin L. Marin) met Alan Curtis
- 1941 - Untel père et fils (Julien Duvivier) met Raimu en Louis Jouvet
- 1943 - Higher and Higher (Tim Whelan) met Jack Haley en Frank Sinatra
- 1944 - Passage to Marseille (Michael Curtiz) met Humphrey Bogart en Sydney Greenstreet
- 1946 - The Chase (Arthur Ripley) met Robert Cummings
- 1946 - La Symphonie pastorale (Jean Delannoy) met Pierre Blanchar
- 1948 - The Fallen Idol (Carol Reed) met Ralph Richardson
- 1948 - Aux yeux du souvenir (Jean Delannoy) met Jean Marais
- 1949 - Fabiola (Alessandro Blasetti) met Henri Vidal en Michel Simon
- 1950 - La Belle que voilà (Jean-Paul Le Chanois) met Henri Vidal
- 1950 - Maria Chapdelaine (Marc Allégret) met Kieron Moore
- 1950 - Le Château de verre (René Clément) met Jean Marais
- 1951 - L'Étrange Madame X (Jean Grémillon) met Henri Vidal
- 1952 - Les Sept Péchés capitaux (Claude Autant-Lara) met Françoise Rosay
- 1952 - La Minute de vérité (Jean Delannoy) met Jean Gabin en Daniel Gélin
- 1953 - Les Orgueilleux (Yves Allégret) met Gérard Philipe
- 1954 - Destinées (anthologiefilm, episode Jeanne d'Arc van Jean Delannoy)
- 1954 - Obsession (Jean Delannoy) met Raf Vallone
- 1955 - Napoléon (Sacha Guitry) met Raymond Pellegrin
- 1955 - Les Grandes Manœuvres (René Clair) met Gérard Philipe
- 1955 - Marguerite de la nuit (Claude Autant-Lara) met Yves Montand
- 1955 - Si Paris nous était conté (Sacha Guitry)
- 1955 - Oasis (Yves Allégret) met Pierre Brasseur
- 1956 - Marie-Antoinette reine de France (Jean Delannoy) met Jacques Morel
- 1957 - The Vintage (Jeffrey Hayden)
- 1957 - Retour de manivelle (Denys de La Patellière) met Daniel Gélin
- 1958 - Racconti d'estate (Gianni Franciolini) met Alberto Sordi en Marcello Mastroianni
- 1958 - Le Miroir à deux faces (André Cayatte) met Bourvil
- 1958 - Maxime (Henri Verneuil) met Charles Boyer
- 1959 - Pourquoi viens-tu si tard? (Henri Decoin) met Henri Vidal
- 1960 - Les Scélérats (Robert Hossein) met Robert Hossein
- 1960 - Fortunat (Alex Joffé) met Bourvil
- 1961 - Les Lions sont lâchés (Henri Verneuil) met Claudia Cardinale en Jean-Claude Brialy
- 1961 - Le Puits aux trois vérités (François Villiers) met Jean-Claude Brialy
- 1962 - Rencontres (Philippe Agostini) met Gabriele Ferzetti
- 1963 - Constance aux enfers (François Villiers)
- 1963 - Landru (Claude Chabrol) met Charles Denner
- 1964 - Les Pas perdus (Jacques Robin) met Jean-Louis Trintignant en Jean Carmet
- 1964 - Les Yeux cernés (Robert Hossein) met Robert Hossein en Marie-France Pisier
- 1965 - Dis-moi qui tuer (Étienne Périer) met Paul Hubschmid
- 1966 - Lost Command (Mark Robson) met Anthony Quinn en Alain Delon
- 1968 - Benjamin ou les mémoires d'un puceau (Michel Deville)  met Pierre Clémenti en Michel Piccoli
- 1975 - Le Chat et la Souris (Claude Lelouch) met Serge Reggiani
- 1990 - Stanno tutti bene (Giuseppe Tornatore) met Marcello Mastroianni